# شبكة الأمان

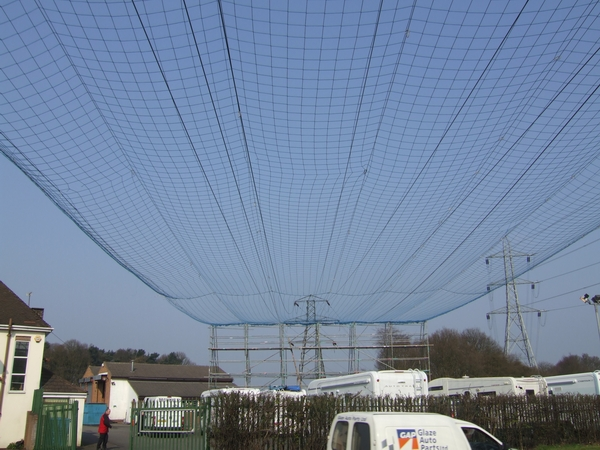
شبكة أمان فوق الطريق لحماية السيارات أثناء استبدال الكابلات العلوية

شبكة الأمان عبارة عن شبكة لحماية الأشخاص من الإصابة بعد السقوط من الارتفاعات عن طريق الحد من المسافة التي تقع فيها ومقاومتها لتبديد طاقة الاصطدام. يشير المصطلح أيضًا إلى الشباك الخاصة بتوقيف الأجسام المتساقطة أو التي تطير من أجل سلامة الأشخاص الذين يتجاوزون الشباك أو الذين يمرون من تحت الشبكة. يتم استخدام شبكات الأمان في الإنشاءات أو صيانة المباني أو الترفيه أو الصناعات الأخرى.